# Zastava M48
Zastava M48 (сербськохорватська: Puška M.48 7,9 mm / Пушка M.48 7,9 mm, гвинтівка M.48 7,9 mm") — це югославська версія німецького Karabiner 98k, створена після Другої світової війни. Mauser і бельгійська серія M24. Це була стандартна службова гвинтівка Югославської народної армії з початку 1950-х років до її заміни на Zastava M59/66, ліцензійну копію радянського напівавтоматичного карабіна СКС, на початку 1960-х років.

## Історія
Після Другої світової війни Югославія перейняла дизайн гвинтівок серії 98k і виготовила свій власний вітчизняний варіант з незначними модифікаціями. Незважаючи на те, що зовнішній вигляд дуже схожий, багато частин югославської та німецької гвинтівок не є взаємозамінними, особливо затвор і відповідні частини дії. M48 зазвичай відрізняються від 98k верхньою рукояткою, яка простягається позаду цілика і закінчується безпосередньо перед кільцем ствольної коробки, хоча ця особливість існує і в інших моделях. M48 був розроблений із прикладом, подібним до 98k, але він має коротшу проміжну довжину дії та ствольну коробку, як і аналогічна серія M24 Mauser. Маузери серії M24 були побудовані з довоєнної югославської моделі 24 Mausers, а потім відремонтовані новими бельгійськими деталями, і зазвичай мають прямі болти, тоді як M48 мають вигнуті болти. Більшість прикладів M48 виготовляються з товстішої деревини в'яза або бука і мають товстий приклад із нержавіючої сталі в задній частині приклада. Ложі М24/47 переважно виготовляються з більш тонкої деревини горіха або бука і не мають фрезерованої нержавіючої сталі «чашечки» приклада. M48 також був розроблений, щоб усунути штовхач від закриття затвора, коли магазин порожній.

## Варіанти
Існує п'ять основних версій M48.
M48: 1950—1952 — початкова версія M48, з повним гребнем і всіма обробленими сталевими частинами.
M48 із вставленим латунним затискачем для знімання
Гребінь M48
M48A: 1952—1965 — Включення штампованих частин. M48A використовував штампування листового металу для пластини підлоги магазина. Ці зміни прискорили виробництво, одночасно знизивши вартість. Критичний затвор і ствольна коробка, які стримують тиск палаючого метального палива всередині гільзи, зберігали ті самі вимоги до матеріалів і конструктивні допуски (тобто були виготовлені з кованої сталі) у варіантах A та В.
M48B: 1956—1965 — Включено додаткові штампи з листового металу. Найважливішим фактором, який слід зрозуміти про цю модель, є те, що на ствольній коробці M48A продовжували штампуватися. Змін у маркуванні не було. Конкретні зміни в деталях не перевірені, але включають штампований стовбур і H-смуги, а також шток пружини магазина. Найсуттєвішою зміною та зовнішнім виглядом, за якими можна ідентифікувати M48B, є спускова скоба. Якщо раніше спускову скобу/магнітну скобу виготовляли із суцільної сталевої заготовки, її замінили на збірку, виготовлену зі штампованих деталей. Нова спускова скоба має ребро, що проходить по обох сторонах. Хоча точна кількість змін, внесених до цієї моделі, не була визначена, вплив на виробництво в 1956 році був великим і різко скоротив кількість вироблених того року. Для цього була конкретна причина. З 1956 року все виробництво M48 було призначено виключно для експорт
M48BO: 1956—1965 — «bo» означає «bez oznake» і перекладається приблизно як «без маркування» або «без маркування». Вони були ідентичними M48B з гребнем і виготовлені одночасно з ними, але не мали жодного національного маркування чи маркування виробника.
M48/63: Zastava Arms виготовила спортивну гвинтівку M48/63, яка є короткоствольним варіантом гвинтівки моделі 1948 року. З 2013 року виробництво зупинено.

## Бойове використання
Більшість M48, які сьогодні зустрічаються в Сполучених Штатах і Австралії, демонструють лише незначний знос — як правило, через зберігання. Багато гвинтівок продаються з аксесуарами, зокрема багнетом, піхвами для багнета, шкіряним багнетом, мішками для патронів, стержнем для чищення та набором для чищення поля. Гвинтівки зазвичай продаються з покриттям захисним мастилом «cosmoline», яке необхідно очистити перед пострілом. Стан часто чудовий завдяки югославській програмі технічного обслуговування, яка очищала та перевіряла збережені гвинтівки по черзі кожні 5 років до розпаду країни.[джерело?]
У 1953 році гвинтівка M48 була експортована в Бірму. Гвинтівка М48 також експортувалася до Алжиру, Чаду, Ефіопії, Індонезії, Єгипту, Іраку та Сирії. Його використовували у війні за незалежність Алжиру (1954—1962), громадянській війні в Лівані (1975—1990), ірако-іранській війні (1980—1988), війні в Югославії (1991—2001) і останній у громадянська війна в Сирії (2011-). Таким чином, M48 використовувався в югославських війнах, тисячі використовувалися різними ополченнями [1] або воєнізованими формуваннями [2]. Часто M48 використовувалася як основа для снайперської гвинтівки, свердлилася і нарізалася для оптичного прицілу і кріплень ZRAK 4x32.[3] Однак, окрім експериментальної партії з приблизно 4000 гвинтівок, жодної офіційної снайперської гвинтівки M48 ніколи не було на озброєнні югославської армії [4].
Єгипет купив M48A для диверсифікації своїх постачальників у 1950-х роках. Сирія закупила гвинтівки M48A і M48BO. Індонезія, Ірак, Бірма, Алжир і Чад також отримали деякі. У 1980-х роках Сирія відправила надлишки M48 просирійським ліванським угрупованням під час громадянської війни в Лівані.
У 2018 році польська прикордонна служба отримала 44 гвинтівки для церемоніальних цілей через їх фізичну схожість з польськими Kb wz до Другої світової війни. 98а.

## Оператори
- : Варіант M48/63, який використовується Національною поліцією Індонезії. В даний час використовується в обмежених службових і навчальних цілях.
- Різні ліванські ополчення